# Liste der Monuments historiques in Champdeuil
Die Liste der Monuments historiques in Champdeuil führt die Monuments historiques in der französischen Gemeinde Champdeuil auf.

## Liste der Objekte
| Bezeichnung                   | Beschreibung                             | Standort                        | Kennzeichnung | Schutzstatus | Datum | Bild |
| ----------------------------- | ---------------------------------------- | ------------------------------- | ------------- | ------------ | ----- | ---- |
| Beichtstuhl                   | Holz, Ende des 18. Jahrhunderts          | in der Kirche St-Martial (Lage) | PM77003133    | Inscrit      | 1979  |      |
| Skulptur Madonna mit Kind     | Stein, Anfang des 14. Jahrhunderts       | in der Kirche St-Martial (Lage) | PM77000269    | Classé       | 1939  |      |
| Skulpturen Kreuzigung         | Holz, Ende des 16. Jahrhunderts          | in der Kirche St-Martial (Lage) | PM77000270    | Classé       | 1955  |      |
| Skulptur des heiligen Martial | Stein, 16. Jahrhundert                   | in der Kirche St-Martial (Lage) | PM77000272    | Classé       | 1979  |      |
| Zelebrantenstuhl              | Holz, zweite Hälfte des 18. Jahrhunderts | in der Kirche St-Martial (Lage) | PM77000273    | Classé       | 1980  |      |
| Vier Bas-Reliefs: Apostel     | Marmor, 1673                             | in der Kirche St-Martial (Lage) | PM77000271    | Classé       | 1955  |      |
| Koffer                        | Holz, 17./18. Jahrhundert                | in der Kirche St-Martial (Lage) | PM77003132    | Inscrit      | 1979  |      |
| Kirchenbänke und Chorgestühl  | Holz, 19. Jahrhundert                    | in der Kirche St-Martial (Lage) | PM77003183    | Inscrit      | 1979  |      |
| Sakristeischrank              | Holz, 18. Jahrhundert                    | in der Kirche St-Martial (Lage) | PM77003184    | Inscrit      | 1979  |      |
| Bank des Kirchenvorstands     | Holz, 18. Jahrhundert                    | in der Kirche St-Martial (Lage) | PM77004178    | Inscrit      | 1982  |      |